# 서경 1도
서경 1도(西經1度)는 본초 자오선에서 서쪽으로 1도 떨어진 경선이다. 북극점에서 시작하여 북극해, 유럽, 아프리카, 대서양, 남극해, 남극을 거쳐 남극점에 이른다.
서경 1도는 동경 179도와 이어져 지구의 둘레를 이룬다.

북극점에서 남극점까지 서경 1도선은 다음 지역을 지나간다.
| 좌표                                                | 나라, 지역, 해역 | 주석                                                                                            |
| --------------------------------------------------- | ---------------- | ----------------------------------------------------------------------------------------------- |
| 북위 90° 0′ 서경 1° 0′  / 북위 90.000° 서경 1.000°  | 북극해           |                                                                                                 |
| 북위 81° 42′ 서경 1° 0′  / 북위 81.700° 서경 1.000° | 대서양           |                                                                                                 |
| 북위 60° 42′ 서경 1° 0′  / 북위 60.700° 서경 1.000° | 영국             | 스코틀랜드 — 옐섬과 해스코세이섬                                                                |
| 북위 60° 36′ 서경 1° 0′  / 북위 60.600° 서경 1.000° | 북해             |                                                                                                 |
| 북위 60° 22′ 서경 1° 0′  / 북위 60.367° 서경 1.000° | 영국             | 스코틀랜드 — 월세이섬                                                                           |
| 북위 60° 20′ 서경 1° 0′  / 북위 60.333° 서경 1.000° | 북해             | 영국 스코틀랜드 노스섬의 바로 동쪽을 지남(북위 60° 8′ 서경 1° 1′  / 북위 60.133° 서경 1.017° )  |
| 북위 54° 36′ 서경 1° 0′  / 북위 54.600° 서경 1.000° | 영국             | 잉글랜드 — 노스요크셔주 솔트번바이더시의 바로 서쪽을 지나면서 처음으로 만남                     |
| 북위 50° 47′ 서경 1° 0′  / 북위 50.783° 서경 1.000° | 영국 해협        | 영국 잉글랜드 와이트섬의 바로 동쪽을 지남(북위 50° 41′ 서경 1° 4′  / 북위 50.683° 서경 1.067° ) |
| 북위 49° 24′ 서경 1° 0′  / 북위 49.400° 서경 1.000° | 프랑스           |                                                                                                 |
| 북위 42° 59′ 서경 1° 0′  / 북위 42.983° 서경 1.000° | 스페인           |                                                                                                 |
| 북위 37° 35′ 서경 1° 0′  / 북위 37.583° 서경 1.000° | 지중해           |                                                                                                 |
| 북위 35° 41′ 서경 1° 0′  / 북위 35.683° 서경 1.000° | 알제리           |                                                                                                 |
| 북위 32° 32′ 서경 1° 0′  / 북위 32.533° 서경 1.000° | 모로코           | 극동점 1km 정도를 지남                                                                          |
| 북위 32° 31′ 서경 1° 0′  / 북위 32.517° 서경 1.000° | 알제리           |                                                                                                 |
| 북위 22° 33′ 서경 1° 0′  / 북위 22.550° 서경 1.000° | 말리             |                                                                                                 |
| 북위 14° 51′ 서경 1° 0′  / 북위 14.850° 서경 1.000° | 부르키나파소     |                                                                                                 |
| 북위 10° 59′ 서경 1° 0′  / 북위 10.983° 서경 1.000° | 가나             |                                                                                                 |
| 북위 5° 12′ 서경 1° 0′  / 북위 5.200° 서경 1.000°   | 대서양           |                                                                                                 |
| 남위 60° 0′ 서경 1° 0′  / 남위 60.000° 서경 1.000°  | 남극해           |                                                                                                 |
| 남위 68° 52′ 서경 1° 0′  / 남위 68.867° 서경 1.000° | 남극             | 퀸모드랜드, 노르웨이가 영유권을 주장한다.                                                       |

## 같이 보기
- 서경 2도
- 본초 자오선